# Dorcas (nombre)
 Dorcas   es un nombre propio femenino de origen griego en su variante en español. Correspondiente a Tabita (en arameo).

## Etimología
Dorcas personaje bíblico del Nuevo Testamento; mujer cristiana de Jope, resucitada por Pedro. (Hechos 9:36-43)

## Equivalencias en otros idiomas
| Variantes en otras lenguas | Variantes en otras lenguas |       |
| -------------------------- | -------------------------- | ----- |
| Español                    | Dorcas                     |       |
| Árabe                      | دوركاس                     |       |
| Afrikanns                  | Dorkas                     |       |
| Japonés                    | ドーカス                   |       |
| Chino                      | 多卡斯                     |       |
| Coreano                    | 도르 카스                  |       |
| Criollo Haitiano           | Dorsa                      |       |
| Croata                     | Košuta                     |       |
| Bielorruso                 | Доркас                     |       |
| Búlgaro                    | Сърна                      |       |
| Gallego                    | Dorce                      |       |
| Griego                     | Δορκάδα                    | Dorka |
| Hebreo                     | דורקס                      |       |
| Lituano                    | Gazela                     |       |
| Rusia                      | Доркас                     |       |
| Serbio                     | Дорцас                     |       |
| Saujili                    | Paa                        |       |
| Ucraniano                  | Доркас                     |       |
| Yiddish                    | דאָרקאַס                     |       |

## Santoral
La celebración del santo de  Dorcas  o Tabita se corresponde con el día 25 de octubre.